# یاغلی‌دره
یاغلی‌دره (به ترکی استانبولی: Yağlıdere) شهری است در کشور ترکیه که در استان گره‌سون واقع شده‌است. جمعیت این شهر بر اساس سرشماری سال ۲۰۰۸ میلادی ۷٬۷۵۸ نفر و بر اساس برآوردهای سال ۲۰۰۹ میلادی ۷٬۳۸۹ نفر می‌باشد.